# Pháp viện Regal
Pháp viện Regal là một bộ phim hoạt hình của Ý, được tạo ra bởi Iginio Straffi và sản xuất bởi mediaRainbow S.r.l.. Tại Ý, nó được trình chiếu trên kênh Rai YoYo vào ngày 21-5-2016. Tại Mĩ, bộ phim bắt đầu được trình chiếu trên kênh Nickelodeon vào ngày 13-8-2016. Tại Canada, nó được chiếu trên kênh YTV vào ngày 3-12-2016.. Phiên bản tiếng Anh được lồng tiếng bởi New York-based 3Beep và DuArt Film and Video. Tại Việt Nam, bộ phim đang được phát trong chương trình "Cà-tun Cà-tun" vào lúc 15:50 thứ Bảy và Chủ nhật hằng tuần trên kênh HTV9 và 22:00 thứ Hai hằng tuần trên kênh HTV7.

## Nội dung
Câu chuyện kể về Rose - một cô gái Trái Đất - tìm thấy chiếc chìa khóa để mở cánh cổng đến với Thế giới Cổ tích. Cô bị rơi xuống một ngôi trường nổi tiếng tên là Pháp viện Regal. Rose phát hiện ra rằng mình chính là con gái của hiệu trưởng Lọ Lem. Rose quyết định học tại đó, học cách sử dụng phép thuật và tham gia vào những chuyến phiêu lưu cùng những người bạn.

## Nhân vật

### Học viên
- Rose Cinderella
- Astoria Rapunzel
- Joy Le Frog
- Hawk Snowwhite
- Travis Beast
- Vicky Broomstick
- Ruby Stepsister
- Cyrus Broomstick

### Giáo viên
- Hiệu trưởng Lọ Lem
- Giáo sư Bạch Tuyết
- Cô giáo Tóc Mây (Rapunzel)
- Tiến sĩ Hoàng Tử Ếch (LeFrog)
- Huấn luyện viên Quái Vật (Beast)

Còn nữa...
Đang cập nhật...

### Các học viên khác tại Pháp viện Regal
Đang cập nhật...

## Tập
| Tập | Tên tập phim                            | Tên tập phim                         | Ngày chiếu | Ngày chiếu |
| Tập | Tiếng Ý                                 | Tiếng Việt                           | Ý          | Việt Nam   |
| --- | --------------------------------------- | ------------------------------------ | ---------- | ---------- |
| 1   | La scuola delle favole                  | Trường Học Thần Tiên                 | 21-8-2016  |            |
| 2   | La grande corsa dei draghi              | -Cuộc đua vĩ đại của rồng            | 21-8-2016  |            |
| 3   | Un cigno nella palude                   | -Thiên nga trong hồ đầm lầy          | 22-8-2016  | -          |
| 4   | Astoria e la pianta di fagiolo          | -Astoria và cây đậu                  | 22-8-2016  | -          |
| 5   | Un matrimonio da favola                 | -Một đám cưới cổ tích                | 27-8-2016  | -          |
| 6   | Mistero al castello di Cenerentola      | -Bí ẩn tại lâu đài của Cinderella    | 28-8-2016  | -          |
| 7   | La nipote della principessa sul pisello | -Cháu gái của công chúa trên hạt đậu | 17-9-2016  | -          |
| 8   | La vendetta                             | -Trả thù                             | 18-9-2016  | -          |
| 9   | L'attacco della strega Zenzero          | -                                    | 19-9-2016  | -          |
| 10  | La collezione da favola di Rose         | -                                    | 20-9-2016  | -          |
| 11  | Il ritorno del lupo cattivo             | -                                    | 21-9-2016  | -          |
| 12  | Zucche e draghi                         | -                                    | 22-9-2016  | -          |
| 13  | Il grande ballo                         | -                                    | 23-9-2016  | -          |
| 14  | Ventaglio di ferro                      | -                                    | 20-10-2016 | -          |
| 15  | Rose e il re dei draghi                 | -                                    | 21-10-2016 | -          |
| 16  | La canzone della strega del mare        | -                                    | 22-10-2016 | -          |
| 17  | Hawk e le mele avvelenate               | -                                    | 23-10-2016 | -          |
| 18  | Favole sulla Terra                      | -                                    | 23-10-2016 | -          |
| 19  | La Maledizione del Capelli              | -                                    | 12-12-2016 | -          |
| 20  | La giornata dei genitori                | -                                    | 12-12-2016 | -          |
| 21  | Magia scimmiesca                        | -                                    | 13-12-2016 | -          |
| 22  | Il festival dei fiori                   | -                                    | 13-12-2016 | -          |
| 23  | Danza al chiaro di luna                 | -                                    | 14-12-2016 | -          |
| 24  | Il duello dei draghi                    | -                                    | 14-12-2016 | -          |
| 25  | La caduta dei guardiani                 | -                                    | 15-12-2016 | -          |
| 26  | La terribile Vicky                      | -                                    | 15-12-2016 | -          |

## Phát sóng
Pháp viện Regal được trình chiếu lần đầu trên kênh Rai YoYo vào ngày 21-5-2016 tại Ý. Tại Mĩ, bộ phim bắt đầu được trình chiếu trên kênh Nickelodeon vào ngày 13-8-2016. Tại Canada, nó được chiếu trên kênh YTV vào ngày 3-12-2016. Còn tại Việt Nam, bộ phim đang được phát sóng trong chương trình "Cà-tun Cà-tun" trên HTV9 lúc 15:50 thứ Bảy và Chủ nhật hằng tuần và 22:00 thứ Hai hằng tuần trên kênh HTV7.
Nó cũng được phát sóng trên Nickelodeon ở Mỹ Latinh, trên Boing ở Pháp, trên Clan ở Tây Ban Nha, trên cartoon network ở Ba Lan (ngày 14-29 năm 2016), ZOOM ở Israel, trên Nicktoons ở Nam Phi và Disney Junior ở Hungary.